# بیردسی (یوتا)
بیردسی (به انگلیسی: Birdseye) یک منطقهٔ مسکونی در ایالات متحده آمریکا است که در شهرستان یوتا، یوتا واقع شده‌است. بیردسی ۱٬۶۵۵٫۰۸ متر بالاتر از سطح دریا واقع شده‌است.